# Jean Caby
Pour les articles homonymes, voir Caby.
Jean Caby est une entreprise et une marque française de charcuterie.
Propriété depuis 2012 de la société américaine Foxlease Food, représentée par l’entrepreneur Eric Steiner,, l'entreprise est mise en liquidation judiciaire le 27 juin 2018.
L'entreprise comptait un site de production basé à Saint-André-lez-Lille.
En 1986, la société se fait connaître pour son invention de la saucisse cocktail, qu'elle lance et distribue dans les grandes surfaces et le hard discount.

## Historique de la société
En 1919, Jean Caby ouvre sa charcuterie rue Colbert à Lille. En 1929, une usine est construite à Saint-André-lez-Lille.
En 1932, l'entreprise lance le saucisson « l'Ales Saint Antoine », un produit de 400 g fait de porc et de bœuf. En 1934, la société commercialise la marque « Hogporc » qui propose des jambons, saucissons, salaisons et conserves. En 1951, la société est la 1re société européenne à mettre sur le commerce des produits sous-vide.
En 1986, la société lance la saucisse cocktail, distribuée dans les grandes surfaces. En 1989, la marque diffuse sa première publicité, avec l'apparition du slogan « Jean Caby, bon appétit ! ».
En 1998, l'entreprise lance le mini saucisson « Croc'sec », réservé pour l'apéritif. 
En 2004, Smithfield Foods se porte acquéreur de Jean Caby, qui rejoint la Société Bretonne de Salaisons (SBS), la société Jean d’Erguet et la Charcuterie Imperator, toutes trois détenues par Smithfield depuis 1998. Le groupe renomme alors sa filiale française « Groupe Jean Caby ».
En 2006, Smithfield Foods rachète la société Aoste, détenue par Sara Lee depuis 1996, et possédant en France les marques Aoste, Justin Bridou et Cochonou. Jean Caby rejoint l'ensemble, renommé à cette occasion groupe Aoste.
En 2008, la société rejoint le groupe Campofrío Food Group, né en 2008 de la fusion entre Campofrío Alimentación S.A. et de la division européenne de Smithfield,,.
En 2011, la société affiche une perte nette de 28 millions d'euros, pour un chiffre d'affaires de 233 millions d'euros. En 2012, 51 % des parts de Jean Caby sont cédées à l'entrepreneur Eric Steiner pour 1 euro symbolique tandis qu'un investisseur franco-américain, Campofrio, conserve les 49 % restants. Le nouveau PDG projette alors de délocaliser les centres de production dans une nouvelle usine à Comines, sans suite,.
En juin 2014, Eric Steiner obtient l'autorisation de vendre ses parts à la Financière Turenne Lafayette (FTL), groupe propriétaire des marques Madrange, William Saurin et Paul Prédault, malgré un plan de licenciement de 120 à 140 employés pour ne garder que l'activité de saucisses cocktail produites sur le site de Saint-André-les-Lille. La décision est validée en décembre 2014.
Fin 2016, à la suite du décès de l'actionnaire de FTL, de multiples anomalies dans les comptes du groupe sont découvertes. L'État français évite la liquidation judiciaire du groupe en débloquant 70 millions d'euros afin de maintenir l'activité, le temps de trouver des repreneurs.
Le 27 juin 2018, l'entreprise est mise en liquidation judiciaire. Le lendemain, les anciens salariés de l'entreprise liquident le stock, donnant les 2,5 tonnes de saucisses cocktail restantes dans une distribution gratuite devant les locaux de l'usine de Saint-André-lez-Lille.
À la suite de la liquidation, la marque nordiste « Jean Caby » est convoitée par plusieurs investisseurs européens. Au terme d’une vente tenue le 26 février 2019, c’est finalement Cooperl qui remporte les enchères et qui commercialisera ses produits sous cette marque.